# Busverkehr in München
Der Busverkehr in München ist neben der U-Bahn, S-Bahn und Straßenbahn ein wichtiger Teil des Münchner Personennahverkehrs. Er wird von der Münchner Verkehrsgesellschaft (MVG) und ihren Kooperationspartnern im Rahmen des Münchner Verkehrs- und Tarifverbunds (MVV) betrieben. 2016 wurden 200 Millionen Fahrgäste befördert.

## Entstehung und Optimierung

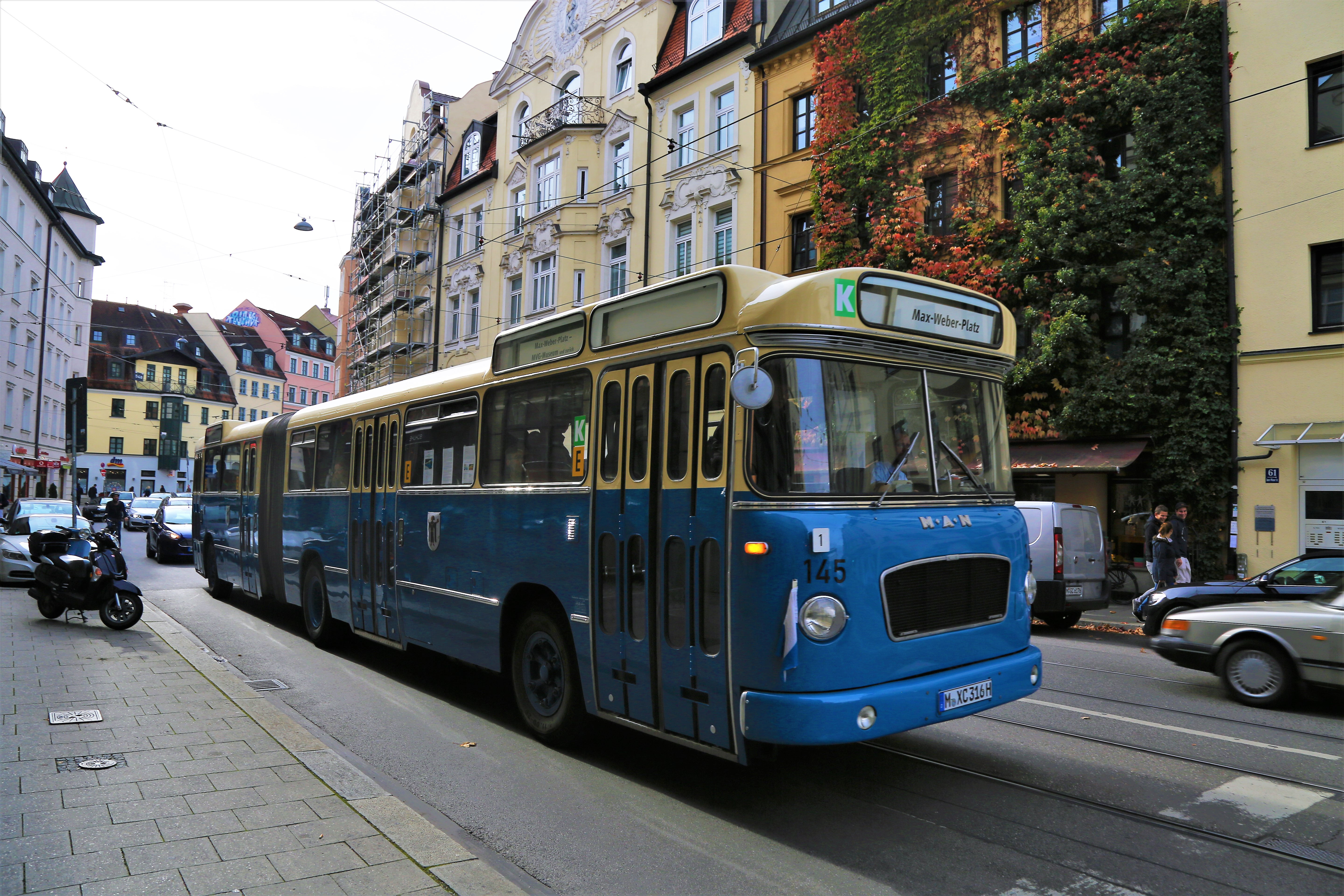
MAN/Göppel-Gelenkbus 145

### Projekt „TopBus“
Im Oktober 2002 startete die MVG das Projekt „TopBus“, das die vollständige Neukonzeption des innerstädtischen Busnetzes zum Ziel hatte. Damit sollte den veränderten Verkehrsbedürfnissen Rechnung getragen werden, und die Probleme des historisch gewachsenen Netzes, das immer wieder angepasst und im Detail geändert wurde, sollten beseitigt werden.
Anforderungen an das neue Busnetz waren eine übersichtliche Struktur, eine höhere Wirtschaftlichkeit und eine Harmonisierung der Fahrplantakte. Im Oktober 2003 lag der erste Entwurf für das neue Busnetz vor, am 12. Dezember 2004 ging das neue Busnetz in Betrieb. Damit einher gingen
- die Differenzierung in die drei Linienarten MetroBus, StadtBus und TaxiBus
- mehr Haltestellen
- harmonisierte Takte
- und ein neues Liniennummernsystem.[3]

Zum Fahrplanwechsel am 15. Dezember 2013 wurde die Mehrzahl der Buslinien auf Nullsymmetrie umgestellt und damit eine wichtige Voraussetzung geschaffen für gute Anschlüsse von und zur S-Bahn, welche die gleiche Symmetrieminute verwendet.

## Aufbau

### Linienarten
Das Busnetz ist in vier Linienarten aufgeteilt: ExpressBus (X+zweistellige Liniennummer), MetroBus (zweistellige Liniennummern), StadtBus (dreistellige Liniennummern) und als Sonderform TaxiBus (nur eine Linie im Abendverkehr).

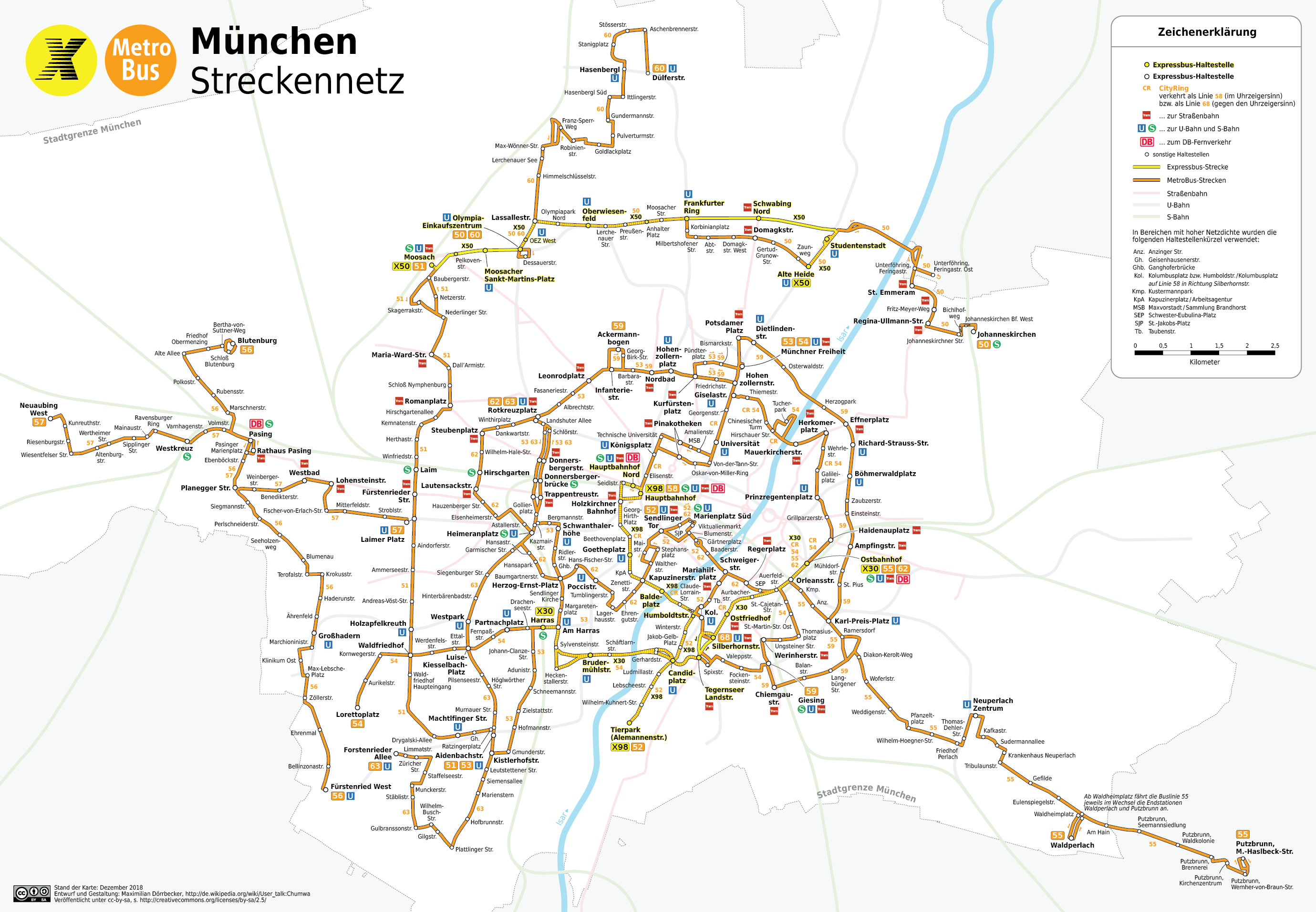
Münchner MetroBus-Linien bedienen in erster Linie Tangentialverbindungen und nicht vom Schienenverkehrsnetz erschlossene Radialen

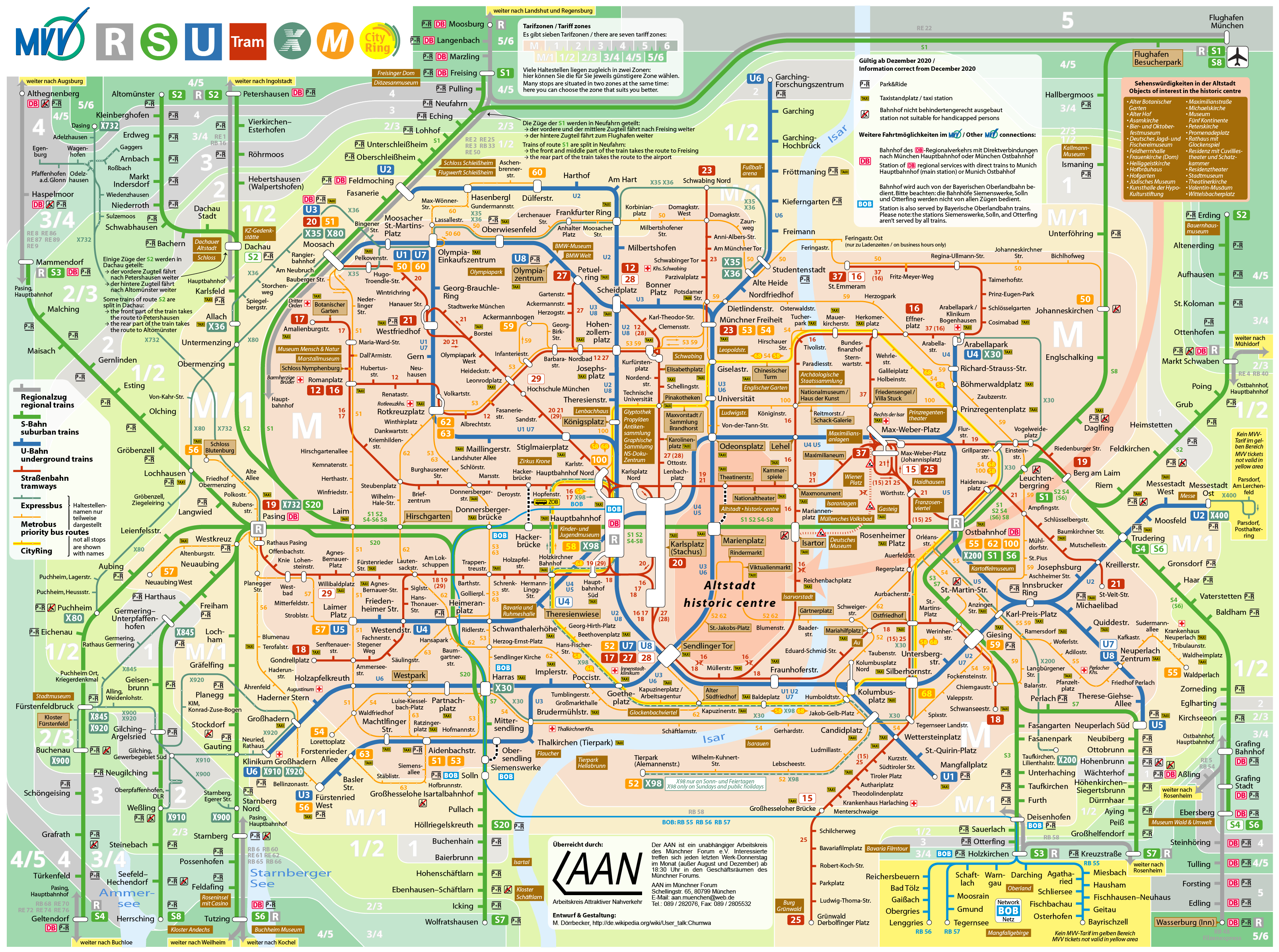
Die Einbindung der MetroBus-Linien (in orange) in das Münchner Schnellverkehrsnetz

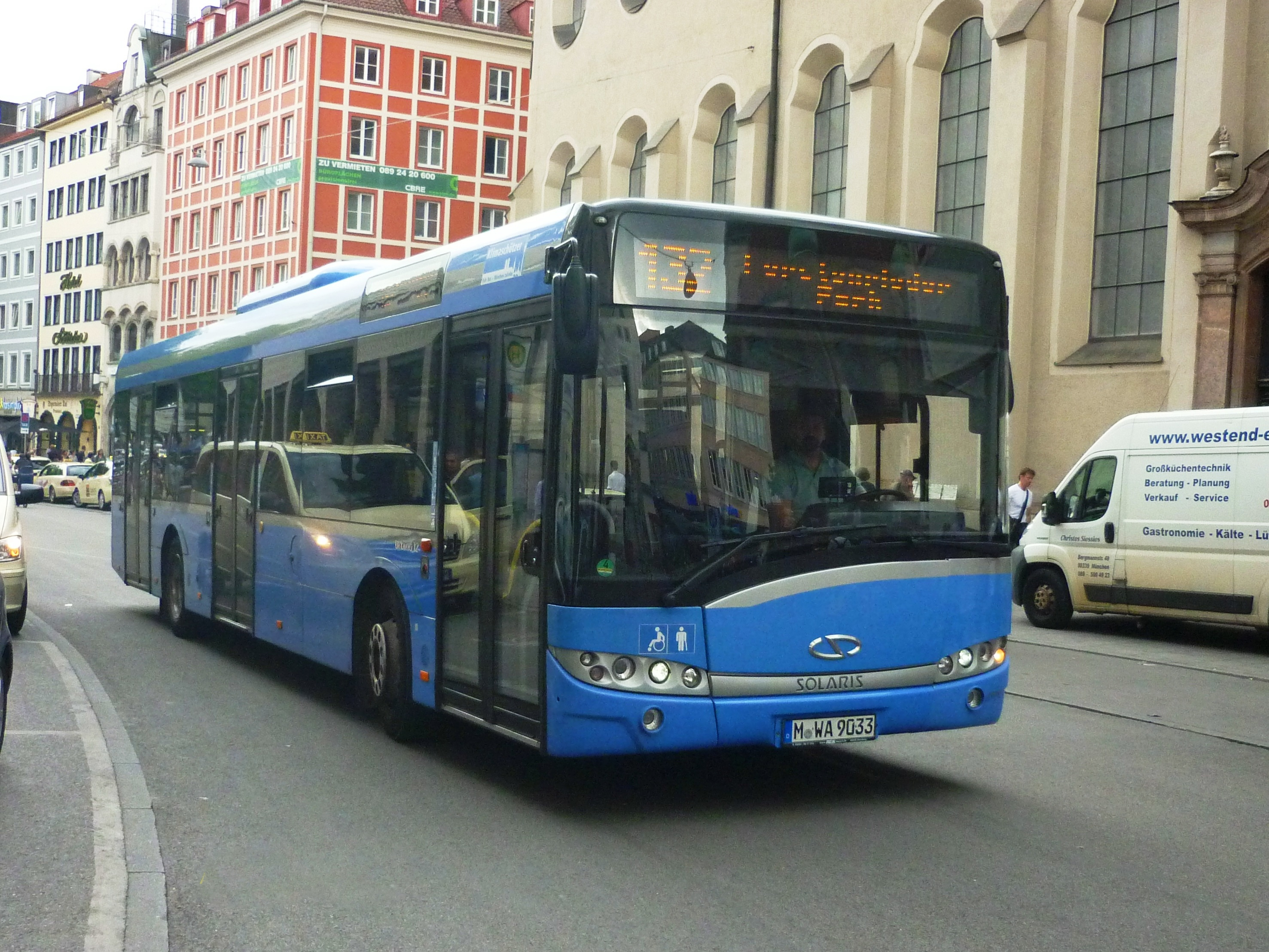
Im Auftrag der MVG verkehrender Stadtbus

#### ExpressBus
Derzeit gibt es mit den Linien X30, X35, X36 und X80 vier Expressbuslinien in München. Diese Linien bedienen an ihrem Linienweg nur wenige Haltestellen, vor allem an Knotenpunkten mit der U-Bahn, S-Bahn oder Straßenbahn.
Zum Fahrplanwechsel 2014 wurde mit der Linie X30 die erste Expressbuslinie eingeführt. Sie verbindet vier Stadtteile (Bogenhausen, Haidhausen, Giesing, Sendling) und alle U-Bahn-Linien als Tangentiallinie südlich des Stadtzentrums. Im Dezember 2019 wurde der Linienweg vom Ostbahnhof zum Arabellapark verlängert.
Im Norden der Stadt wurde im Dezember 2018 die Linie X50 eingerichtet, die Moosach, Milbertshofen, Freimann und Schwabing über den Frankfurter Ring direkt verbindet. 2019 wurde die Linie in X35 umbenannt und ein Teil der Fahrten unter der Bezeichnung X36 statt nach Moosach zum Bahnhof Allach geführt.
Die Linie X80 verkehrt seit 29. April 2019. Sie verbindet die S-Bahn-Linien S1 bis S4 nordwestlich des Stadtzentrums und bindet die Gemeinden Puchheim und Gröbenzell in Moosach an die U-Bahn an.
Seit 2017 verkehrte die Linie X98, die am Wochenende den Hauptbahnhof und den Tierpark Hellabrunn umsteigefrei verband. Während der Corona-Pandemie wurde diese Linie allerdings Anfang 2021 eingestellt.

#### MetroBus
Die Linien 50 bis 60, 62, 63 und 68 bilden das MetroBus-Netz. Sie bedienen die fahrgaststärksten Abschnitte des Münchner Busnetzes und verkehren an allen Wochentagen tagsüber mindestens im 10-Minuten-Takt, abends im 20-Minuten-Takt, meist mit Gelenkbussen. Eine Ausnahme stellt z. B. die Linie 59 dar, welche sonntags größtenteils durch Solobusse bedient wird. Ihre Aufgabe ist es, die einzelnen Stadtteile, Verkehrsknotenpunkte und Einkaufszentren (z. B. OEZ) untereinander zu verbinden, und dabei das U-Bahn- und Straßenbahnnetz tangential zu ergänzen. Einige MetroBus-Linien sind aufgrund ihres hohen Fahrgastaufkommens ganz oder teilweise zur Umstellung auf Straßenbahnbetrieb vorgesehen. So wurde die MetroBus-Linie 59 im Dezember 2011 komplett durch die Verlängerung der Straßenbahn nach St. Emmeram ersetzt. Ebenfalls geplant ist der Ersatz eines Großteils der heutigen MetroBus-Linie 51 durch die sog. Westtangente der Straßenbahn; ein konkreter Zeitplan hierfür steht nicht fest. Andere MetroBus-Linien wiederum haben die Bedienung von stark nachgefragten Abschnitten übernommen, welche früher von der Straßenbahn befahren wurden. So befahren die heutigen MetroBus-Linien 58 und 68 (CityRing) den 1983 eingestellten alten Südast der Straßenbahnlinie 17. Die StadtBus-Linie 152 wurde im Dezember 2012 zur MetroBus-Linie 62, die StadtBus-Linie 133 im Dezember 2013 zur MetroBus-Linie 63 und die StadtBuslinie 144 im Dezember 2014 zur MetroBus-Linie 59 aufgewertet.

#### StadtBus
Die Mehrheit aller Buslinien sind die StadtBus-Linien. Sie verkehren je nach Fahrgastaufkommen und Wochentag bzw. Tageszeit im 10- oder 20-Minuten-Takt, teils mit Solobussen und teils mit Gelenkbussen, und erschließen die Stadtteile in der Fläche. Die Linien wurden ursprünglich so durchnummeriert, dass die zweite Stelle der Nummer Auskunft über das Haupteinzugsgebiet der Linie gibt.
- 130–139: Süden der Stadt: Sendling, Solln, Thalkirchen, Forstenried, Harlaching, Untergiesing
- 140–149: aufgeteilt in die Bereiche Schwabing-West und Milbertshofen (140–144) sowie Haidhausen und Obergiesing-Fasangarten (145–149)
- 150–159: ursprünglich abschnittsweise Verstärkerlinien von MetroBus-Linien (heute noch 151, 154, 155). Die anderen 150er-Linien wurden später eingeführt.
- 160–169: Westen der Stadt: Allach, Untermenzing, Obermenzing, Moosach, Aubing, Lochhausen, Langwied, Pasing, Laim, Hadern, Fürstenried, Gemeinde Gräfelfing
- 170–179: Norden der Stadt: Feldmoching, Hasenbergl, Milbertshofen, Am Hart, Freimann, Ludwigsfeld, Gemeinden Dachau und Karlsfeld
- 180–189: Nordosten der Stadt: Oberföhring, Bogenhausen, Denning, Daglfing. Hierbei verlassen die Linien 188 und 189 die Stadt München und fahren bis in die angrenzende Gemeinde Unterföhring.
- 190–199: Südosten der Stadt: Trudering, Neuperlach, Ramersdorf, Riem, Zamdorf

Vom Nummernschema abweichende StadtBus-Linie:
- Linie 100: Offiziell als Museenlinie bezeichnet und beworben, weicht die StadtBus-Linie 100 vom üblichen Nummernschema ab. Auf ihrem Weg vom Ostbahnhof durch Haidhausen, Lehel und Maxvorstadt zum Hauptbahnhof Nord fährt sie insgesamt 24 Museen an.[14]

#### Rufbus

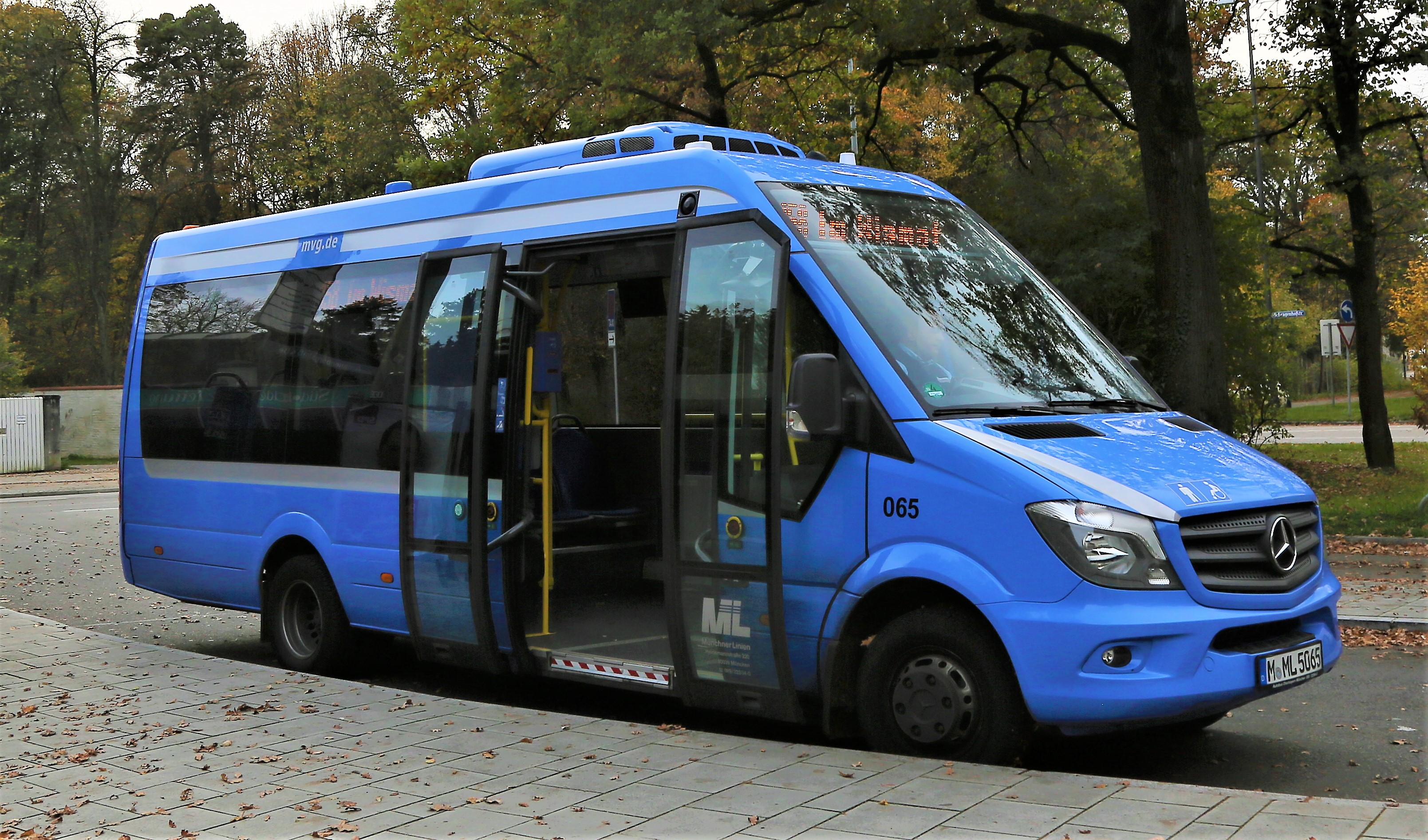
Kleinbus

Zurzeit wird nur ein Teilabschnitt der StadtBus-Line 164 in den Abendstunden innerhalb von Allach als Rufbus-Linie betrieben, wobei eine Mitfahrt mindestens eine halbe Stunde vor Fahrtantritt bestellt werden muss. Abgesehen von der Haltestelle am Bahnhof werden die Fahrzeiten nach Bedarf ermittelt und bei der Buchung bekanntgegeben.

### Ersatzlinien
Die Linien 101 bis 106 wurden zunächst für Ersatz-Buslinien der U-Bahn genutzt, falls diese ausfällt und durch Busse ersetzt werden muss. Dabei bediente die Linie 101 die Strecke der U1, die Linie 102 die U2 usw.
Die Linien 112 bis 127 bildeten die Ersatzlinien der Straßenbahn. Wie bei der U-Bahn herrschte hier das Prinzip, 100 auf die zu ersetzende Tramliniennummer zu addieren.
Seit einiger Zeit werden hier aber die regulären Liniennummern auch für den Schienenersatzverkehr genutzt, sodass die o. g. Nummern nicht mehr verwendet werden.

### Nachtlinien

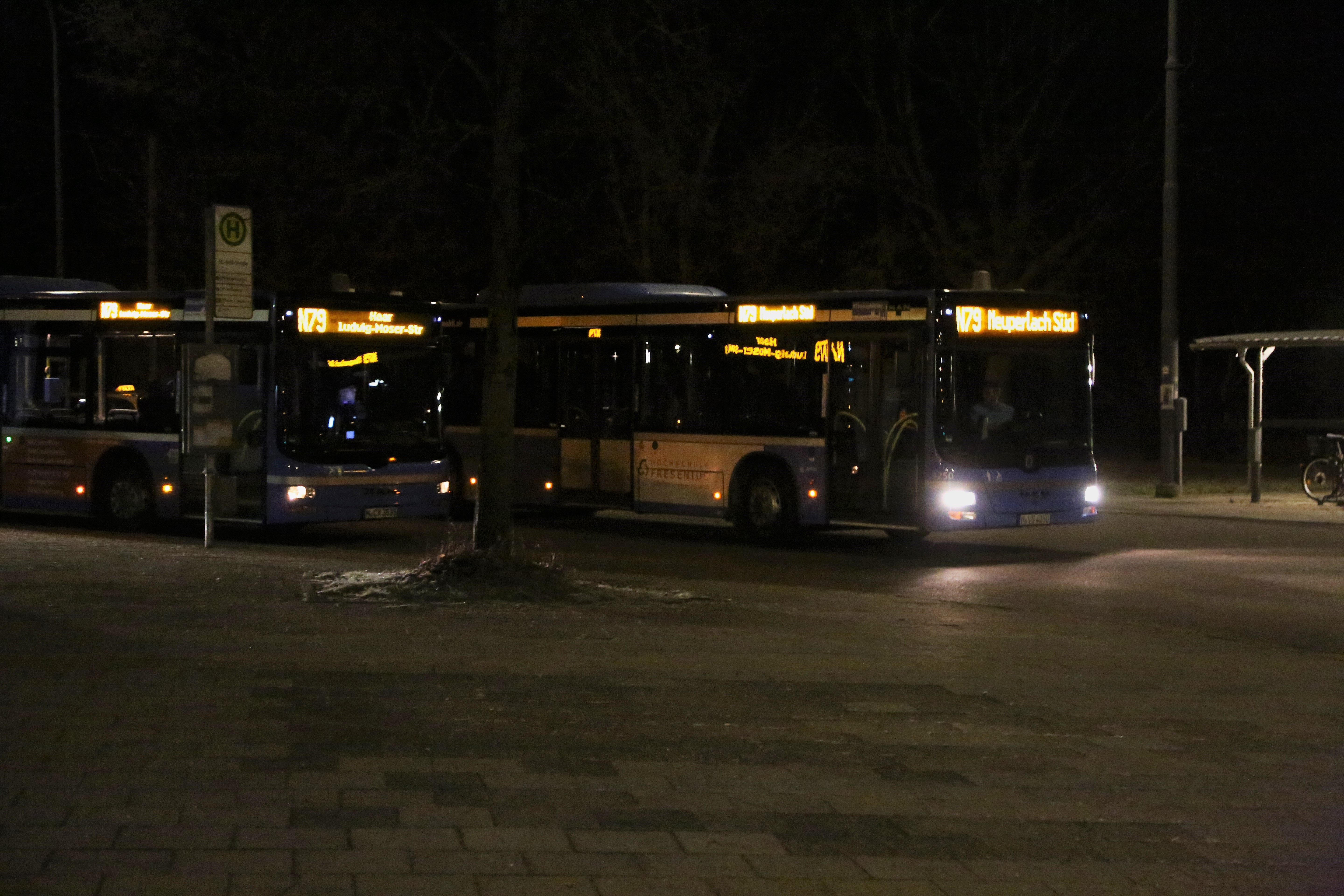
Zwei Busse der Nachtbuslinie N79 an der St.-Veit-Str.

Nachtliniennetz und -fahrplan wurden zur Fahrplanperiode 2011/2012 erheblich erweitert. Zum Fahrplanwechsel 2015 wurden zwei neue Linien hinzugefügt und der Linienweg zweier Buslinien verlängert. Zudem wurden neue Liniennummern vergeben. Die Linien fahren zwischen 1 Uhr und 5 Uhr, vor Werktagen im Stundentakt, vor Wochenenden und Feiertagen im 15- oder 30-Minuten-Takt. Die Busse zum Stunden- und Halbstundentakt verkehren im Rendezvous-System mit einem Treffpunkt am Stachus.
Das Nachtbusnetz ist wie folgt untergliedert:
- N40–N45: Durchmesserlinien mit Knoten am Stachus sowie Ringlinien um das Stadtzentrum
- N71–N79: Am Stadtrand verkehrende Linien, die an ihrem stadteinwärts gelegenen Ende Anschluss zu Straßenbahn- oder 40er-Buslinien des Nachtnetzes besitzen
- N80/81: Gegenläufige Ringlinien, verkehren vom Bahnhof Pasing in die westlichsten Münchner Stadtteile und in den Landkreis Fürstenfeldbruck

## Betrieb

### Oberflächenleitstelle
Der gesamte Busverkehr wird über die Leitstelle Oberfläche in der Stadtwerkszentrale (SWZ) an der Emmy-Noether-Straße gesteuert und überwacht. Hierzu dient das Rechnergesteuerte Betriebsleitsystem (RBL). Jedes Fahrzeug verfügt über ein Integriertes Bord-Informationssystem (IBIS), das über Datenfunk mit der Leitstelle in Kontakt steht.

### Busbeschleunigung

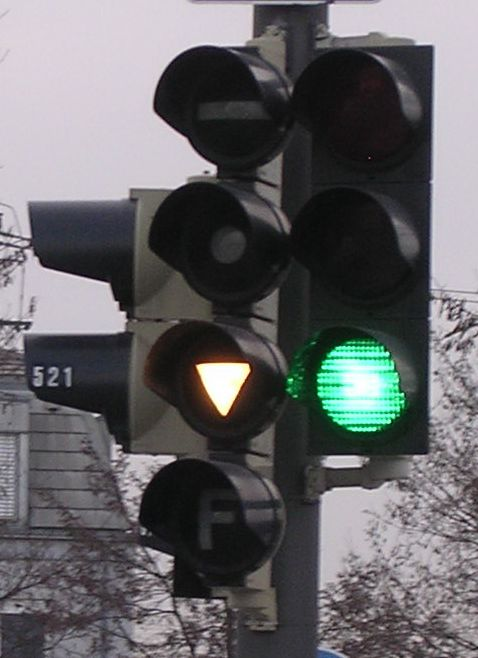
Ampel in München

Im Rahmen der Busbeschleunigung erhalten die Busse der MVG durch Funkübertragung und/oder Überfahren von Induktionsschleifen an Ampeln eine Vorrangschaltung. Eine Beschleunigung erfordert entsprechend eine Anpassung der Ampelinfrastrukturen entlang des Linienweges und verkürzt die Fahrzeiten um ca. 10 bis 20 Prozent. Die anfallenden Investitionskosten amortisieren sich innerhalb weniger Jahre, da zum Betrieb einer beschleunigten Linie bei gleichem Taktangebot weniger Wagen und damit weniger Fahrpersonal benötigt werden. Diese Schaltungen der Ampeln können der grünen Welle entgegenwirken.

### Anschlusssicherung
An 27 Knotenpunkten wurde eine Anschlusssicherung eingerichtet. Diese Rendezvousplätze gibt es zum Beispiel am Harras und Arabellapark. Das rechnergesteuerte Betriebsleitsystem stellt hierbei sicher, dass die beteiligten Tram- und Buslinien aufeinander warten, sodass Fahrgäste sicher umsteigen können.

### Busbetriebshof Moosach
An der Ecke Georg-Brauchle-Ring/Hanauer Straße liegt der Busbetriebshof Moosach zur Wartung und Aufladung von 200 Elektrobussen.

## Fuhrpark
Im Münchner Busnetz verkehrte mit Stand Dezember 2020 eine Flotte von 630 Bussen. Hiervon gehörten 86 Solobusse, 257 Gelenkbusse sowie 57 Buszüge (insgesamt 403 Busse) dem Fahrzeugbestand der Stadtwerke München bzw. deren Tochtergesellschaft MVG an, während die übrigen Busse von den Kooperationspartnern gestellt werden.
Zum Einsatz kommen in München ausschließlich Niederflurbusse der Fabrikate Ebusco, MAN, Mercedes-Benz und Solaris (Busse), sowie Göppel Bus und Hess (Personenanhänger) aus den Baujahren 2008 bis 2022. Jährlich wird ein Teil des MVG-eigenen Fuhrparks erneuert, so 2020 mit der Auslieferung von insgesamt siebenundvierzig Neufahrzeugen vom Typ Mercedes-Benz Citaro G und MAN Lions City G 18.

### Ausstattung

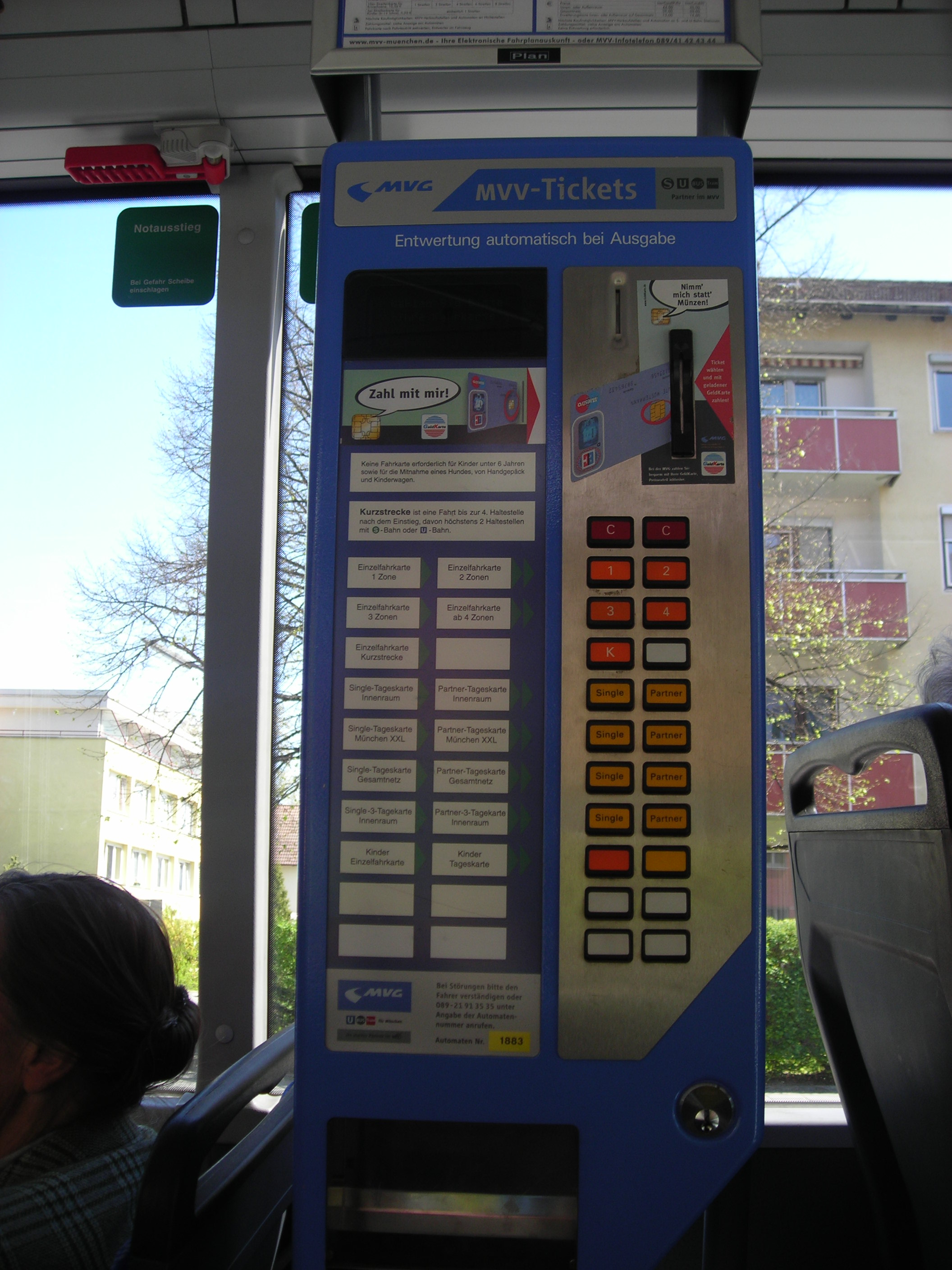
Ein alter Fahrscheinautomat

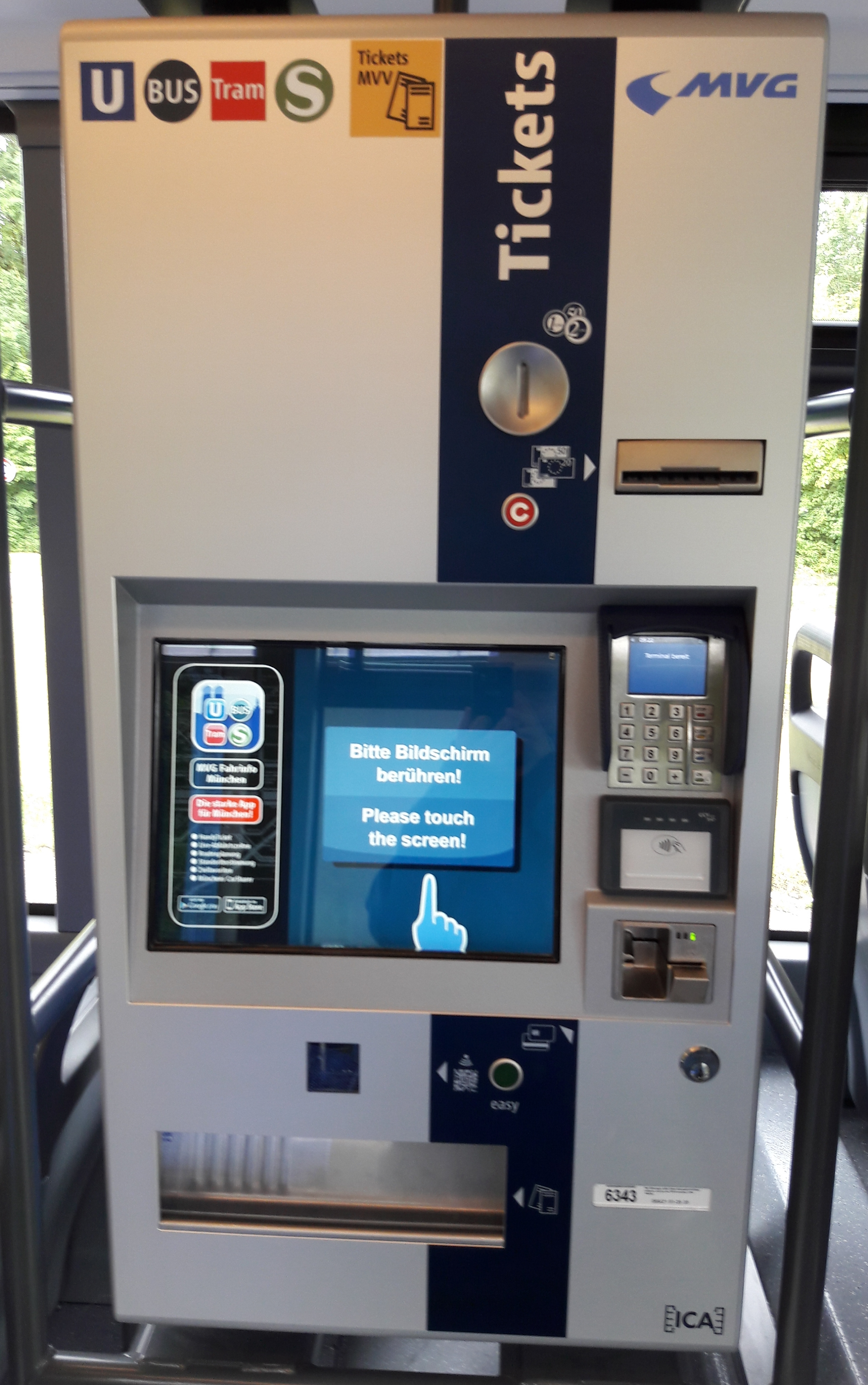
MVG-Fahrkartenautomat mit neuer Ausstattung

Alle Busse sind Niederflurbusse und über Rampen für Rollstuhlfahrer zugänglich. Seit 2004 werden alle Busse mit Klimaanlage abgeliefert, seit 2006 zusätzlich mit Flachbildschirmen zur Fahrgastinformation ausgestattet. Jeder Bus verfügt über einen Fahrkartenautomaten, an dem einige Fahrkarten mit Münzgeld gekauft werden können. In neueren Fahrzeugen existieren jedoch auch neuere Automaten mit Touchscreen-Display, an welchen auch mit Scheinen bezahlt werden kann. Außerdem bietet der neue Automat auch Zahlungen mit Kreditkarte und NFC an.

### Rußfilter
Alle Busse der MVG und alle der privaten Busbetriebe sind mit Partikelfiltern mit vorgeschaltetem Oxidationskatalysator (CRT-System) ausgestattet. Alle hiermit ausgestatteten Fahrzeuge erfüllen die Anforderungen der ab 2021 geltenden Euro-6-Grenzwerte. Der erste Linienbus mit Rußfilter war der Wagen 5410, Niederflur-Gelenkbus-Prototyp aus dem Jahre 1987.

### Niederflurbauweise
Die Entwicklung der Niederflurtechnik wurde maßgeblich durch München vorangetrieben. 1987 fuhr in München der erste Prototyp-Gelenkbus der Firma Neoplan in Niederflurbauweise, 1991/92 wurde die erste Großserie von insgesamt 105 Niederflurbussen des Typs MAN NL 202 in Betrieb genommen. 1993 und 1994 folgten 155 Niederflurbusse, darunter 82 Gelenkwagen. Für alle späteren Bus-Neubeschaffungen waren Niederflurfahrzeuge nun Standard.
Seit August 2001 setzt die MVG in München im planmäßigen Betrieb ausschließlich behindertengerechte Niederflurfahrzeuge ein. Der Niederflur-Prototyp von Neoplan aus dem Jahre 1987, Wagen 5410, ist erhalten geblieben und heute im MVG Museum in München zu besichtigen. Wagen 4858 aus der ersten Niederflur-Großserie vom Typ MAN NL 202 ist, ebenfalls in Obhut des Omnibus-Clubs München e. V., erhalten geblieben und wird regelmäßig bei Veranstaltungen in München eingesetzt. Wagen 4843 gelangte über den Club zum Verkehrszentrum des Deutschen Museums auf der Theresienhöhe.

## Elektrobusse

### Elektrobusse im Test
Seit 2008 testen die Münchner Verkehrsbetriebe Elektro- und Hybridbusse verschiedenster Hersteller, um betriebliche Erfahrungen zu sammeln. Die Busse kommen meistens auf der Linie 100 zum Einsatz:
- 4. Dezember 2013 – 3. Januar 2014: 12 m langer Elektrobus, sog. BYD ebus, des chinesischen Herstellers BYD mit Lithium-Eisen-Phosphat-Batterien. Der Bus war auf der Linie 153 eingesetzt.[22]
- Solaris Urbino electric, ein Midibus von 8,9 m Länge auf der Linie 153. Der Bus besitzt Lithium-Ionen-Batterien.[23]
- ? bis 19. Februar 2015: 12 m langes Fahrzeug des niederländischen Herstellers Ebusco, mit Lithium-Eisen-Phosphat-Akkumulatoren.
- 30. April – 10. Mai 2015: Solobus des Herstellers Sileo aus Salzgitter, mit Lithium-Eisenphosphat-Akkumulatoren.
- 11. Juni – 21. Juni 2015: Solobus der Firma eBUS-EUROPA GmbH, Memmingen, mit Mangan-Cobalt-Akkumulatoren mit einer Kapazität von 265 kWh.[24]
- 17. August – 1. September 2016: Gelenkbus S18 des Herstellers Sileo mit 50 Sitz- und 69 Stehplätzen auf der Linie 52.[25]
- 1. Juli – 9. Juli 2017: Gelenkbus S18 auf der Linie 100[26]
- 24. Juli – 18. Oktober 2024: Mikrobusse von Spijkstaal auf einer eigens eingerichteten Buslinie durch die Altstadt zwischen Sendlinger Tor und Isartor.[27][28]

### Elektrobusse im Liniendienst
2015 bestellte die MVG beim Hersteller Ebusco zwei Solobusse von 12 m Länge. Sie wurden im Sommer 2017 ausgeliefert und ab Oktober 2017 im Liniendienst eingesetzt.
2017 erfolgte die Ausschreibung für zwei Elektro-Gelenkbusse, mit Einsatz seit Ende 2018. Weitere Elektro-Solobusse wurden 2018 bestellt. Seit 2019 stehen genügend Elektrobusse für den Betrieb einer Elektrobus-Linie zur Verfügung.

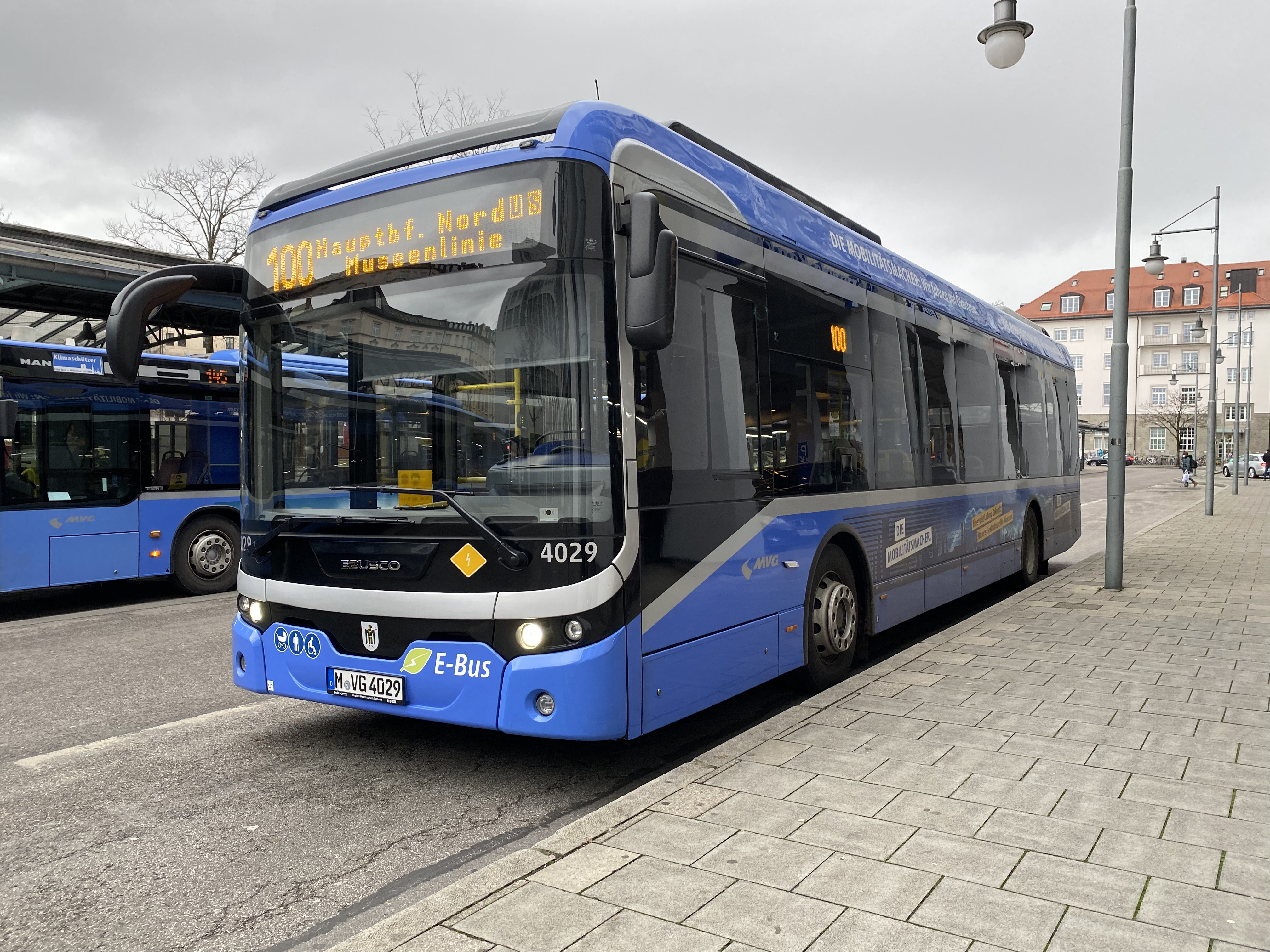
Ebusco Stadtbus am Ostbahnhof im Dezember 2021

## Unfälle
- 1987 stürzte beim Flugzeugabsturz in Trudering eine Propellermaschine auf einen Linienbus. Dabei kamen insgesamt neun Menschen ums Leben.
- 1994 kam es zum Busunglück von Trudering mit drei Toten. Ein Linienbus stürzte in ein Loch, das durch einen Wassereinbruch beim Bau einer U-Bahn-Linie entstanden war.